# Kirk Kilgour
Kirk Douglas Kilgour (Los Angeles, 28 dicembre 1947 – Denver, 10 luglio 2002) è stato un pallavolista e allenatore di pallavolo statunitense, di ruolo schiacciatore.

## Carriera

### Giocatore

Kilgour (al centro in seconda fila) con la squadra dell'Ariccia nella stagione 1973-74, in posa davanti al Palazzetto dello Sport di Roma.

Durante i suoi primi studi al Mira Costa High School e al Bellevue Community College si avvicinò allo sport, praticando baseball, atletica leggera e soprattutto basket, diventando capitano della squadra di Bellevue e venendo eletto giocatore difensivo dell'anno dello stato di Washington.
Nel 1968 l'allenatore Al Scates lo convinse a dedicarsi a tempo pieno al volley e a trasferirsi all'Università della California, Los Angeles, dove, oltre a iscriversi al corso di laurea in psicologia, iniziò la sua carriera pallavolistica. Nello stesso anno debuttò con la nazionale statunitense, dove giocherà per sette anni.
Negli anni successivi diventò campione universitario con gli UCLA Bruins nel 1970 e nel 1971, divenendo MVP della Division I NCAA 1971.
Nell'estate 1973 la squadra italiana dell'Ariccia, neopromossa in Serie A, lo ingaggiò facendone il primo pallavolista statunitense a giocare nel campionato italiano. Oltre all'attività agonistica, frequentò le scuole di Ariccia dove tiene, come supplente, lezioni gratuite di inglese e ginnastica. Con la squadra laziale, nella stagione 1973-74 arrivò secondo in campionato, mentre, l'anno successivo, vinse lo scudetto – il primo vinto a sud di Firenze, nella storia del volley italiano –, sopravanzando la blasonata Panini di Modena.
Nell'autunno 1975 venne inoltre nominato assistente allenatore della nazionale italiana.
L'8 gennaio 1976, mentre provava un esercizio al "cavallo" in palestra, ricadde su dei tappeti non accostati correttamente e subì una lussazione della vertebra cervicale con lesione al midollo spinale: il fatto lo costrinse su una sedia a rotelle, paralizzato a tutti e quattro gli arti.

### Dopo il ritiro
L'11 febbraio 2000 in piazza San Pietro a Roma, in occasione del Giubileo dei Malati recitò davanti a papa Giovanni Paolo II, dalla sua sedia a rotelle, una preghiera che lui stesso aveva composto.
Tornato negli Stati Uniti d'America, iniziò una carriera da commentatore sportivo, da allenatore (alla Pepperdine University dal 1979 al 1981, e vice nel 1985 quando il college conquistò il titolo NCAA), da scrittore, produttore, consulente sull'handicap, docente a corsi di motivazione e volontario negli ospedali. La sua maglia numero tredici della squadra di pallavolo dell'UCLA fu definitivamente ritirata nel 1986.
Morì nell'estate 2002 a Denver, all'età di 54 anni; nel corso dell'anno precedente le sue condizioni di salute erano peggiorate progressivamente a causa della lunga immobilità, a seguito delle complicanze dovute a una polmonite.
A Kilgour è stato intitolato il palasport di Ariccia; inoltre la Volleyball Hall of Fame gli ha assegnato la Mintonette Medallion of Merit postuma, nel 2002, per i suoi meriti sportivi.

## Palmarès

### Giocatore

#### Club
- NCAA Division I: 2

1970, 1971
- Campionato italiano: 1

1974-75

#### Premi individuali
- 1970 - NCAA Division I: All-Tournament Team
- 1971 - NCAA Division I: MVP
- 1975 - Campionato Italiano: MVP
- 1975 - Campionato Italiano: Miglior Schiacciatore

### Allenatore
- NCAA Division I: 1

1985